# María Luisa Calle
María Luisa Calle, född den 3 oktober 1968 i Medellín, Colombia, är en colombiansk tävlingscyklist som tog brons i poängloppet i bancykling vid olympiska sommarspelen 2004 i Aten. Hon har även tagit en guldmedalj i tempolopp och en bronsmedalj i lagförföljelse vid panamerikanska spelen 2011.